# Futebolista do Ano da Oceania
Futebolista do Ano da Oceania é um prêmio anual de futebol dado pela Confederação de Futebol da Oceania ao melhor jogador de futebol do ano e que tenham nascido em países pertencentes à Oceania. O vencedor é escolhido por uma votação realizada entre os funcionários do comitê executivo da confederação e presidentes, secretários gerais e treinadores dos 11 países membros da Confederação de Futebol da Oceania.
O prêmio foi dominado por jogadores australianos até que a Austrália tornou-se parte da Confederação Asiática de Futebol, e agora é similarmente dominada por jogadores da Nova Zelândia. Wynton Rufer, da Nova Zelândia, empatou com Harry Kewell na maioria dos títulos, com três prêmios cada, enquanto Christian Karembeu, da Nova Caledônia, Shane Smeltz e Ryan Nelsen, da Nova Zelândia, e Robbie Slater, da Austrália, ganharam o prêmio duas vezes.

## Palmarés

### Masculino
| Ano  | Jogador            | Posição                      | Clube              |
| ---- | ------------------ | ---------------------------- | ------------------ |
| 1988 | Frank Farina       | Atacante                     | Clube Brugge       |
| 1989 | Wynton Rufer       | Atacante                     | Grasshopper Club   |
| 1990 | Wynton Rufer       | Atacante                     | Werder Bremen      |
| 1991 | Robbie Slater      | Meia                         | Lens               |
| 1992 | Wynton Rufer       | Atacante                     | Werder Bremen      |
| 1993 | Robbie Slater      | Meia                         | Lens               |
| 1994 | Aurelio Vidmar     | Meia                         | Standard Liège     |
| 1995 | Christian Karembeu | Volante                      | Sampdoria          |
| 1996 | Paul Okon          | Volante                      | Lazio              |
| 1997 | Mark Bosnich       | Goleiro                      | Aston Villa        |
| 1998 | Christian Karembeu | Volante                      | Real Madrid        |
| 1999 | Harry Kewell       | Atacante                     | Leeds United       |
| 2000 | Mark Viduka        | Atacante                     | Leeds United       |
| 2001 | Harry Kewell       | Atacante                     | Leeds United       |
| 2002 | Brett Emerton      | Lateral direito/Meia direita | Feyenoord          |
| 2003 | Harry Kewell       | Atacante                     | Liverpool          |
| 2004 | Tim Cahill         | Atacante                     | Everton            |
| 2005 | Marama Vahirua     | Atacante                     | FC Lorient         |
| 2006 | Ryan Nelsen        | Zagueiro                     | Blackburn Rovers   |
| 2007 | Shane Smeltz       | Meia                         | Wellington Phoenix |
| 2008 | Shane Smeltz       | Meia                         | Wellington Phoenix |
| 2009 | Ivan Vicelich      | Zagueiro/Volante             | Auckland City FC   |
| 2010 | Ryan Nelsen        | Zagueiro                     | Blackburn Rovers   |
| 2011 | Bertrand Kaï       | Atacante                     | Hienghène Sport    |
| 2012 | Marco Rojas        | Meia-Atacante                | Melbourne Victory  |
| 2015 | Ryan Thomas        | Meia-Atacante                | PEC Zwolle         |

### Feminino
| Ano  | Jogadora      | Posição  | Clube            |
| ---- | ------------- | -------- | ---------------- |
| 2010 | Ali Riley     | Zagueira | Western NY Flash |
| 2011 | Rebecca Smith | Zagueira | VfL Wolfsburgo   |

## Tabela Geral

### Masculino
| Pos. | Jogador            | Nº |
| ---- | ------------------ | -- |
| 1    | Harry Kewell       | 3  |
| 1    | Wynton Rufer       | 3  |
| 3    | Robbie Slater      | 2  |
| 3    | Christian Karembeu | 2  |
| 3    | Ryan Nelsen        | 2  |
| 3    | Shane Smeltz       | 2  |
| 7    | Frank Farina       | 1  |
| 7    | Aurelio Vidmar     | 1  |
| 7    | Paul Okon          | 1  |
| 7    | Mark Bosnich       | 1  |
| 7    | Mark Viduka        | 1  |
| 7    | Brett Emerton      | 1  |
| 7    | Marama Vahirua     | 1  |
| 7    | Ivan Vicelich      | 1  |
| 7    | Marco Rojas        | 1  |
| 7    | Bertrand Kaï       | 1  |
| 7    | Ryan Thomas        |    |

| Pos.  | País           | Nº |
| ----- | -------------- | -- |
| 1     | Austrália      | 12 |
| 2     | Nova Zelândia  | 10 |
| 3     | Nova Caledônia | 3  |
| 4     | Taiti          | 1  |
| TOTAL | TOTAL          | 26 |

| Pos. | Equipe             | Total |
| ---- | ------------------ | ----- |
| 1    | Leeds United       | 3     |
| 1    | Werder Bremen      | 3     |
| 3    | Wellington Phoenix | 2     |
| 3    | Blackburn Rovers   | 2     |
| 3    | RC Lens            | 2     |
| 6    | Clube Brugge       | 1     |
| 6    | Sampdoria          | 1     |
| 6    | Auckland City      | 1     |

### Feminino
| Jogador       | Nº |
| ------------- | -- |
| Ali Riley     | 1  |
| Rebecca Smith | 1  |

## Outros Prêmios

### Futebolista do Século da Oceania
O neozelandês Wynton Rufer foi eleito o melhor jogador da Oceania do Século XX
| Pos. | Jogador            | Posição  | Votos |
| ---- | ------------------ | -------- | ----- |
| 1.º  | Wynton Rufer       | Atacante | 62    |
| 2.º  | Frank Farina       | Atacante | 41    |
| 3.º  | Christian Karembeu | Volante  | 40    |
| 4.º  | Joseph Marsto      | Zagueiro | 34    |
| 5.º  | John Kosmina       | Atacante | 33    |

### Goleiro do Século da Oceania
O australiano Mark Bosnich foi eleito o melhor goleiro da Oceania do Século XX
| Pos. | Jogador          | Votos |
| ---- | ---------------- | ----- |
| 1.º  | Mark Bosnich     | 53    |
| 2.º  | Frank van Hattum | 21    |
| 3.º  | James McNabb     | 14    |
| 4.º  | Mark Schwarzer   | 4     |
| 4.º  | James Taylor     | 4     |